# Шторобеняса
Шторобеняса (рум. Ștorobăneasa) — село у повіті Телеорман в Румунії. Адміністративний центр комуни Шторобеняса.
Село розташоване на відстані 80 км на південний захід від Бухареста, 13 км на південний схід від Александрії, 140 км на схід від Крайови.

## Населення
За даними перепису населення 2002 року у селі проживали 1972 особи.
Національний склад населення села:
| Національність | Кількість осіб | Відсоток |
| -------------- | -------------- | -------- |
| румуни         | 1806           | 91,6%    |
| цигани         | 166            | 8,4%     |

Рідною мовою назвали:
| Мова      | Кількість осіб | Відсоток |
| --------- | -------------- | -------- |
| румунська | 1815           | 92,0%    |
| циганська | 157            | 8,0%     |